# 普通河川
普通河川（ふつうかせん）とは、一級河川、二級河川、準用河川のいずれでもない河川（法定外河川）のことで、河川法の適用・準用を受けていない。
市町村が必要と考えれば条例を策定し管理している。管理者は市町村長である。
普通河川は、法定外公共物である。

## 概要
学説では、 ｢河川法や下水道法など河川管理に関する特別法の適用ないし準用のない河川 (これと接続する湖沼を含む)、 運河、公共用悪水路、堀、堤塘等を総称｣ したものとしている。ただし研究によれば、青線（青道）のほか、 川敷や湖底等が公共団体または私人の所有に属する河川、湖沼、溝渠、溜池等のうち、公共用物である普通河川や溜池 等から、脱落地たる河川や公共用悪路、溜池等も、私川または私有との確証のない公共用物たる河川、溜池等も含まれるようである｡
なお、普通河川等の (旧) 法定外公共物のうち、里道と公共用水路等として、現に公共の用に供されているものは従来、国土交通省 (旧建設省) 所管の 国有財産であると解されてきたが、これらは2000年（平成12年）4月1日から2005年（平成17年）3月31日までの間に、市町村に譲与。里道とともに普通河川については、 ｢水路｣ や ｢里道｣ のうち、道路法や 河川法、下水道法の適用もしくは準用のないもので、現に公共用物として機能としており、地盤の所有権が国に属するもので かつ旧建設省所管のものが、譲与の対象となった。また、 (旧) 法定外公共物には、従前は海岸法の適用のない一般海岸も含ま れるとされてきたが、これらは1999年（平成11年）改正後の海岸法にいう一般公共海岸として管理されることとなった｡
普通河川に関しては、当該市区町村が条例を定めて管理することが一般的ではあるが、条例を定めなくても管理行為ができるとする有力な見解もあり、また実務上からも、条例の制定を行っていない地方公共団体もある。そして、定められている条例の形式についても、最も多いと考えられるのは「法定外公共物管理条例」として、他の法定外公共物とともに制定している条例で、法定外公共用財産管理条例等の名称が用いられることもあったりする。東京都23区内であると公共溝渠管理条例という名称を持つものも多い｡

## 有名な普通河川
- 高瀬川（京都市）
- 二ヶ領用水の一部（川崎堀、渋川、等（川崎市））